# Lenisa wiltshirei
Lenisa wiltshirei is een vlinder uit de familie uilen (Noctuidae). De wetenschappelijke naam is voor het eerst geldig gepubliceerd in 1936 door Bytinski-Salz.
De soort komt voor in Europa.